# Sable de luz
El sable de luz (la primera acepción es la traducción literal del inglés lightsaber), y en ocasiones sable láser, espada láser o espada de luz, es un arma ficticia que aparece principalmente en el mundo de Star Wars. Es similar a una espada tradicional, salvo por el hecho de que la hoja es un haz de energía (plasma). El sonido característico es una combinación del encendido de un proyector de películas y la interferencia provocada por un cable de audio sin aislante sobre una televisión.

## Historia
Desde los orígenes de las órdenes, Sith y Jedi combatían con sables tradicionales de metal (muy similares a las katanas japonesas) usualmente modificadas con generadores de energía para aumentar su potencia de corte así como el contrarrestar el impacto del sable enemigo.
Igualmente existían diversos tipos de sables (tradicional de una hoja, hoja corta, doble hoja y lanzas) estos sables eran muy pesados y difíciles de controlar.
No fue hasta principios de las guerras mandalorianas y la revolución Jedi (aproximadamente 10 mil años antes de la batalla de Yavin), en los laboratorios Sith ubicados en Korriban (planeta central de los Señores Oscuros), descubrieron que al disparar un rayo de energía concentrada en un cristal provenientes de minas de cristales ubicadas en el sistema de Dantooine, generaba la suficiente energía para cortar casi cualquier cosa. Dependiendo de las características de dicho cristal es la potencia del sable. Los primeros sables de luz solo poseían un solo cristal de corte. Posteriormente se modificó la capacidad de estos convirtiéndose en el sable que conocemos hoy en día.
Estos sables permitían una ampliación de tres cristales. El cristal de color, el cristal de corte y cristal potencializado y un potenciador del generador de energía. Usualmente un potenciador que aumentaba el tamaño del sable o un generador de frecuencia que aumentaba la velocidad de salida del rayo, es decir, era más rápido el corte de la hoja de luz.
Esta revolucionaria arma resultó un enorme problema para los Jedi, que en ese tiempo seguían utilizando los sables tradicionales. Como medida de contraataque, mejoraron sus espadas tradicionales con escudos energéticos poco efectivos y pronto optaron por utilizar los sables de luz, como se explica en el videojuego Star Wars: Caballeros de la Antigua República.

## Descripción
Los poseedores de un sable de luz a menudo infunden mucho respeto y temor por el mismo hecho de que lleven dicha arma en su poder, ya que eso significa que el portador debe poseer un dominio excelente en el uso de la Fuerza, aunque también hay ciertas excepciones. Esta arma puede cortar cualquier cosa que entre en contacto con su hoja de plasma, con excepción de otra arma de la misma naturaleza (llámese otro sable de luz, una barrera de energía o los disparos blasters), tampoco pueden penetrar el acero mandaloriano conocido como Beskar, el metal cortosis, unas armaduras hechas con un cangrejo vonduum o anfibastones de los Yuuzhan Vong. Suelen tener una estructura básica similar, aunque en algunos casos pueden ser personalizadas por quienes los construyen. En general, su forma consta de una base cilíndrica y una hoja de luz de algún color. 
La hoja generalmente mide alrededor de un metro de longitud o en comparación de un cilindro base de 30 cm que es el usado por la mayoría de especies como rodianos, Mon Calamaris, humanos, mandalorianos y todo ser de forma humanoide. Sin embargo, hay sables de luz para todas las especies, como es el caso del pequeño maestro Yoda. Existe una variedad de sable en la que su empuñadura tiene detalles en oro y su hoja de plasma se puede ajustar dependiendo del portador.
Aunque el rayo de energía pura no tiene masa, la onda de arco generada electromagnéticamente crea un fuerte efecto giroscópico que hace que el sable de luz sea un arma difícil de vencer. Funciona según el complejo principio de la energía de ondas de arco controlada por precisión y requiere de elementos de enfoque confeccionados a partir de cristales naturales que no se pueden sintetizar (ejemplos de cristales tenemos los Pontites de Ádegan y el cristal Kaiburr).
Los sables de luz tienen que construirse a mano, ya que no existe una fórmula exacta que explique la decisiva alineación de los cristales irregulares. El más mínimo error en la alineación provocaría la explosión del arma al activarla.
Es por esto que la construcción de un sable de luz es una tarea que solo puede acometer un usuario diestro de la Fuerza; conseguir la alineación exacta es casi imposible sin ayuda mística.
Las partes básicas que suelen componer un sable de luz son las siguientes:
1. Un anillo magnético de estabilización con pestaña de afinación.
2. Un controlador de longitud del rayo.
3. Un controlador de potencia del rayo.
4. Circuitos de modulación de energía.
5. Proyectores de energía de campos cíclicos.
6. Cristales naturales irregulares de enfoque.
7. Un cristal principal (el corazón del sable de luz).
8. Una montura de un metal capaz de sostener el cristal ante la excitación de los átomos (en el caso de un Kaiburr, similar al rubí, dichos átomos asemejan la estructura atómica del cromo); una buena opción es el acero mandaloriano conocido como Beskar (lo más semejante en el planeta Tierra es el titanio).
9. Una célula energética de diatio.
10. Un conductor del campo de potencia.
11. Un activador del cristal de enfoque.
12. Unos portales de energía que rodean el cristal principal (similar a unos tubos de destellos en espiral o varios tubos en paralelo).
13. Un anillo de la corriente de potencia.
14. Un aislante de potencia inerte que protege la empuñadura de la energía interna de la célula energética de diatio.
15. Un protector de emisión del rayo que se ubica en la parte superior junto al anillo magnético de estabilización.
16. Un cilindro catalizador del rayo, ubicado bajo el anillo magnético de estabilización.
17. Un sistema de fijación de la empuñadura.
18. Un anillo para colgar el arma al cinturón (aunque este puede ser opcional ya que algunos Jedi preferían cargarlos en la espalda).

Como se ha mencionado antes, el sable de luz puede cortar prácticamente todo: metal, madera, rocas, etc.. puede incluso hacer rebotar los disparos de armas bláster. Un dato curioso es que en la esgrima deportiva, el sable puede ser usado para conseguir puntos ya sea picando con la punta o cortando con el filo, a diferencia del florete y la espada común. De igual modo, un sable de luz provoca daño de estas dos formas al ser la totalidad de su hoja un condensado extremadamente caliente de energía. En otras palabras, toda la superficie de la hoja tiene filo y corta sin importar al ángulo en que esta golpee a su blanco. En otros casos, cuando alguna extremidad del cuerpo del oponente es cortada por el sable de luz, debido al calor de la hoja de luz la herida causada se cauteriza casi de manera instantánea, evitando la pérdida de sangre de la zona amputada como si fuese un corte quirúrgico al rojo vivo.

## Colores
El color que emite el sable de luz es el mismo de su cristal.
Así como los Jedi usan los clásicos colores verde y azul en sus sables de luz, la contraparte de los Jedi y enemigos mortales de estos, los señores oscuros de los Sith, usan por lo general un sable de luz con un cristal de color rojo que normalmente ya no pueden encontrar en estado natural. Los primeros señores oscuros los utilizaron excesivamente, hasta el punto de causar su extinción total. Los Sith, con el paso de los años, desarrollaron una habilidad que consiste en corromper un cristal Kyber tomado del sable de luz de un Jedi. Mediante un complejo proceso pueden convertir y corromper artificialmente cualquier cristal de otro color en uno rojo.
La mayoría de los usuarios de la fuerza usan los primeros tres colores base ya mencionados, pero también se sabe que algunos utilizan un cristal de color morado. Los más extraños son los de color amarillo, dorado y plateado, los cuales son muy escasos de ver en los tiempos después de la Antigua República.
También se conocen casos de sables de luz que poseen filos de color negro, conocido también como el Sable Oscuro. Es una legendaria arma Jedi que fue creada por el primer Jedi mandaloriano aceptado tiempo atrás. Curiosamente, es el único sable que realmente tiene aspecto de un arma convencional, como una especie de katana negra ligeramente curvada con un borde aserrado y envuelta en un halo blanco.
En los tiempos de la Nueva República los colores se usan indistintamente y todos son fáciles de encontrar. Se habla también de una diferencia entre el azul y el celeste, así como de la existencia de espadas broncíneas, plateadas, doradas, negras, blancas, rosadas y otros colores. No se encuentran pruebas de esos rumores en los archivos de la Antigua República. Aunque en los videojuegos de Star Wars: Caballeros de la Antigua República el color que escogía el padawan al momento de su construcción determinaba que tipo de entrenamiento llevaría a lo largo de su vida y la forma de identificarlos dentro de la orden, no era precisamente obligatorio portar el color de sable de su rango, como se explica a Darth Revan (protagonista de Star Wars: Caballeros de la Antigua República) en su entrenamiento jedi.

### Significado directo
A lo largo de la franquicia se han conocido varios tipos de sables de luz de diversos colores, entre los cuales destacan:
Verde: Sabiduría. Usado por aquellos personajes que son muy poderosos en cuanto a los poderes de La Fuerza. Estos son seres estudiosos e interesados en los misterios de la Fuerza. Durante un combate, prefieren usar la Fuerza en vez del sable. En la Orden Jedi, se les denomina cónsules Jedi, y no salían a misiones muy seguido, sino que se quedaban en el templo Jedi estudiando. Personajes destacados como Qui-Gon Jinn, Yoda, Kit Fisto, Luminara Unduli, Ashoka Tano y Luke Skywalker llegaron a poseer este color de sable.
Azul: Habilidad. Usado por excelentes duelistas y personajes muy diestros en los estilos de combate. Durante un combate, prefieren hacer uso de sus habilidades físicas excepcionales más que sus habilidades de la Fuerza. En la Orden Jedi estos eran denominados como guardianes Jedi, y casi siempre se encontraban en misiones, algunos personajes como el Conde Dooku,  Obi-Wan Kenobi, Anakin Skywalker, Leia Organa, Barriss Offee, Plo Koon, Ki-Adi-Mundi, Luke Skywalker y Rey llegaron a poseer este color de sable de luz, por otro lado el Stormtrooper desertor, Finn también usó una vez este color de sable para defenderse, aunque no es Jedi como tal.
Amarillo: Equilibrio y disciplina. Es usado por personajes hábiles y serviciales, actuando de bajo perfil y que combinan sus habilidades en la Fuerza con otras como informática, medicina y ciencias. En la Orden Jedi, a estos se les conocía como Centinelas Jedi y eran enviados en misiones de inteligencia y eran asignados como los guardias del templo Jedi (como el Gran Inquisidor antes de volverse al lado oscuro). Bastila Shan usaba un sable doble de este color y más adelante en la serie Star Wars: The Bad Batch, Asajj Ventress ya redimida adopta también este tipo de color de sable de luz.
Rojo: Poder, pasión, ira, odio, dolor y sufrimiento. Usado en su mayoría por los Señores Oscuros Sith. Al principio existían cristales Kyber de color rojo naturales, pero con el tiempo y su uso constante por parte de los Sith, estos se fueron perdiendo hasta que prácticamente ya no quedaba ninguno, sin embargo con el tiempo los Sith encontraron una forma de crear un cristal rojo artificial utilizando cualquier otro color de cristal mediante el uso del poder del Lado Oscuro. Como en cada tradición luego de la extinción de los cristales Kyber rojos naturales, cada aspirante a lord Sith debía asesinar a un Jedi y despojarlo de su sable de luz, después, mediante el uso de la fuerza el cristal es corrompido y el cristal se alimenta del sufrimiento del usuario (según los cómics canónicos de Darth Vader) de ahí se podrá obtener este característico color de cristal, sin embargo hay que tener en cuenta que si la concentración del usuario oscuro no es absoluta o en otros casos si en pleno proceso el cristal se fragmenta este al momento de colocarlo en su sable de luz del usuario se volverá muy inestable y puede correr el riesgo de que su sable de luz se sobrecaliente y se destruya, como en el caso del sable de luz de plasma de Kylo Ren, ya que este último tuvo que hacer una serie de modificaciones a su sable de luz original, colocando una serie de ventiladores en los dos costados de su empuñadura para de esta forma estabilizar su cristal fragmentado a una forma más segura sin que la empuñadura se destruya. Casi todos los Sith en la historia usaban este color como lo son: Darth Bane, Darth Revan, Darth Sidious, Darth Maul, Conde Dooku, Asajj Ventress, Savage Opress, Darth Vader, todos los Inquisidores y Kylo Ren.
Blanco: Pureza. Usado únicamente por Ahsoka Tano después de desertar de la orden Jedi al hacer el proceso inverso a la corrupción que hacían los Sith a los cristales Kyber.
Bronce: Fuerza física, los usuarios suelen valerse de sus habilidades físicas durante un combate más que su habilidad en la Fuerza o como esgrimistas. Es usado por Lowbacca.
Dorado: Justicia, conocimiento y compasión. Este color está destinado a usuarios del lado luminoso y que tienen inclinaciones y cualidades siempre positivas. Es usado por el Jedi Qu Rahn y la Jedi Rey. 
Naranja: Equilibrio. Los usuarios de este color no destacaban ni por su habilidad de combate ni por sus poderes psíquicos, por lo que se valen de conocimiento alternativo y tecnología, en la Orden Jedi son parte de los Centinelas, y existen muy pocos ejemplares.
Negro (sable oscuro): poder absoluto, supremacía, orgullo y poder ilimitado. Era usado por personajes independientes y que comandaban gran poder y superioridad. El sable tenía una forma diferente y emitía otro sonido. Solo existían una variante de 1500 cristales y los Sith originales usaron casi todos los cristales en tiempos de la antigua República hasta la extinción de estos cristales. El único Jedi conocido hasta ahora en usar este color de sable fue el mandaloriano Tarr Vizsla, quien lo construyó y usó cientos de años antes de la Saga Skywalker. En la era durante y después de la Guerra de los Clones, el Sable Oscuro fue utilizado por los mandalorianos Pre Vizsla, Sabine Wren, Bo-Katan Kryze y Din Djarin, también usado por el ex lord Sith, Darth Maul y el Moff Gideon.
Morado: Balance. Usado por personas increíblemente poderosas, pues empleaban tanto el lado luminoso de la fuerza como el lado oscuro, pero sin caer en ninguno de ambos bandos, por la dificultad que esto conlleva, el único usuario más conocido que lleva este tipo de color de sable es el maestro Mace Windu.
Plateado: Fe y paz. Estos personajes son increíblemente pacíficos y pacientes, de manera que muy extrañamente entran en conflicto, más bien resuelven los problemas con la negociación y la diplomacia. Usado por el Jedi Tera Sinube.

## Tipos de sables
De acuerdo con los libros, películas y cómics de la franquicia, existen diversos tipos de sables de luz, cada uno con características únicas dependiendo del usuario o el portador, entre los tipos de sables de luz que existen están:

### Sable de una hoja
Es el sable de luz más común y el que porta la mayoría de los personajes en las películas y series correspondientes al canon. Cuentan con el calor suficiente como para cortar en partes la gran mayoría de los objetos, ya sean metales, rocas y otros materiales, exceptuando otros elementos catalizadores de energía, como por ejemplo escudos de energía u otro sable de luz, también se sabe que estos tampoco pueden penetrar el raro metal mandaloriano conocido como Beskar. Este modelo de sable de luz es capaz de bloquear incluso los disparos de armas blasters, siempre y cuando este último no sea dirigido directamente hacia la empuñadura o como se muestra en la Orden 66 cuando los soldados clones les apuntan a los Jedis con sus blasters, se demuestra que los Jedi no pueden reflectar todos los disparos si son continuos y de varias direcciones, a menos que el portador tenga dos de estos sables de luz a disposición.

### Shoto
Es una versión de menos consumo del sable de luz tradicional. Lo que le diferencia del anterior es que la hoja de luz es más corta, y esto se debe a que el proyector de energía es menor o produce una cantidad menor (en caso de que el sable sea regulable). También puede ser causado por una gema más pequeña, lo cual indicaría que el sable o es regulable o está adaptado a un usuario en particular (el sable de luz del maestro Yoda es un ejemplo claro). Si el sable no tuviera un regulador de energía, sería un malgasto de energía o una sobrecarga, puesto que los sables de luz, ya sean cortos o no, solo gastan energía cuando entran en contacto con un material, inerte o vivo.

### Sable de doble hoja
También conocido como un Bō de luz, es una versión doble del sable de luz tradicional, pudiendo ser de varios colores. Estos sables de luz absorben la energía de un solo cristal de luz, aunque en algunos casos el usuario también puede incluir algún cristal secundario adicional para aumentar su potencial.
El poder de este tipo de sable era menor que el tradicional, aunque este era más certero y directo. Se le puede modificar la lente, el emisor y la célula energética y se solían usar para guerras, siendo el arma tradicional que usan los guardianes y centinelas Jedi, ya que eran los más agresivos de los Jedis y la más reciente en la trilogía de secuelas Rey usando su propio báculo para convertirlo en su sable de luz. También algunos señores oscuros Sith poseían este característico sable de luz, tales como Exar Kun o algunos más conocidos como Darth Maul, Savage Oppres, el Gran Inquisidor (antes de caer al lado oscuro y durante su papel como tal) y el grupo de Inquisidores del Imperio Galáctico.
El sable de luz doble hoja era un arma con la que un solo Jedi con un sable tradicional no podría competir, a menos que haya dos de estos luchando al mismo tiempo. Las formas de combate más utilizadas por este tipo de sable eran el Ataru, Juyo y Shien.
Este sable de luz también lo empuñaba Jastus Farr, un Jedi que sobrevivió a la orden 66 y que murió en el Cónclave de Kessel junto a otros seis Jedis (Ma'kiss'Shaalas, Shaday Potkin, Bultar Swan, Koffi Aranna, Robilo Darté y Tsui Choi). La otra Jedi, Sia-Lan Wezz, fue herida por el sable de luz de Darth Vader. El sable de doble hoja de Jastus era verde.

### Sable de luz de doble hoja giratoria
El sable de luz de doble hoja giratoria o también conocido como Disco de Luz, es una variante única de sable de luz esgrimida única y exclusivamente por el cuerpo de Inquisidores Oscuros del Imperio Galáctico. A diferencia de su modelo predecesor, el Sable de Luz de Doble Hoja, esta versión del arma surge de un emisor en forma de anillo que se podía separar parcialmente de la empuñadura cilíndrica que tiene en el centro, permitiendo que las hojas pudieran girar rápidamente sin requerir mucho esfuerzo por parte del portador. 
Esta es el arma personal del cuerpo de inquisidores también podía separarse en dos sables de luz de una sola hoja y la empuñadura podría retirarse totalmente del emisor en forma de anillo, lo que permitía utilizarlo como un disco de lanzamiento, además de que también estos modelos de sables podían ser utilizados para volar por un tiempo limitado usando el mismo como una especie de hélices como las de un helicóptero, además de que cada inquisidor podía agregarle algún aditamento extra a la empuñadura, como por ejemplo unas filosas cuchillas para usarla a modo de sierra, entre otras cosas.

### Látigo de luz
Un látigo luz se parece al sable de luz en el mango. La hoja es elástica y flexible, y sobre todo larga. Esto permite una pelea a distancia, para evitar ataques del enemigo. Lumiya (Shira Elan Colla Brie) portó un látigo de luz.

### Sable Oscuro
El sable oscuro es un antiguo sable de luz de color negro que tiene una hoja de luz única que es más corta que la mayoría de los sables de luz clásicos, además de que la hoja del mismo también tiene un diseño parecido al de una katana tradicional japonesa. Su perfil en general es claramente mandaloriano con una empuñadura angular hecha con Beskar puro, un protector de mano y un emisor de la hoja en forma de hendidura. El sonido emitido por su hoja también era más agudo que el del resto de sables de luz conocidos. El sable oscuro tiene un cristal Kyber de color negro bastante raro y siendo el último de estos que quedan, ya que los primeros señores oscuros Sith habían usado casi todos los que habían y prácticamente se habían extinto para siempre, además de que el color del filo negro servía como conducto para la energía de la Fuerza. Se conoce también que los pensamientos y acciones de su portador guiaban la corriente de poder de la hoja, con esta a menudo produciendo un efecto eléctrico en respuesta a un elevado estado emocional del usuario que lo posee, es decir que si la determinación del portador es bastante fuerte y simbiótica, este podrá controlar adecuadamente el arma, sin embargo si el poseedor de este sable carece de determinación o sufre de conflictos internos, este no podrá controlar el Sable Oscuro al 100%, ya que su hoja de luz se volverá bastante pesada y difícil de maniobrar. Otra de las características del Sable Oscuro es que este también es capaz de parar las hojas de otros sables de luz, con éstos acercándose entre sí en un tirón casi magnético, sin embargo este sable tiene un pequeño inconveniente que lo diferencia de los sables de luz clásicos y es que su hoja en particular no está diseñada para reflectar los disparos de blasters siendo este su único defecto, además como el resto de los sables ya mencionados, tampoco puede penetrar el raro metal mandaloriano conocido como Beskar. Este sable de luz originalmente fue construido hace más de mil años antes de los eventos del Episodio I por Tarr Vizla, el primer mandaloriano en ser ingresado en la Orden Jedi. Tras su muerte, la Orden Jedi conservo el sable de luz de este en el templo, hasta que un día miembros de la Casa Vizla entraron al Templo Jedi y lo robaron de su recinto sagrado, ya que según la leyenda de estos dicho sable les pertenecía por derecho a ellos, debido a que Tarr Vizla era un miembro de esa casa mandaloriana en ese momento, una vez robado los miembros de la Casa Vizla usaron el Sable Oscuro para acabar con sus enemigos y con cualquiera que se interpusiera en el camino, inclusive se rumorea que una vez estos llegaron a gobernar a todo el planeta Mandalore empuñando dicho sable de luz y que el mismo es respetado entre todos los clanes mandalorianos como el símbolo de liderazgo y más adelante sería usado por el grupo conocido como la Guardia Letal. De acuerdo con las costumbres mandalorianas, uno sólo podía obtener el Sable Oscuro derrotando y matando a su anterior propietario en combate, pero si era poseído de alguna otra forma, es decir encontrarlo en una cueva abandonada por ejemplo o incluso recibirlo como regalo sin haber participado en un combate, la posesión del sable será consideraba como ilegítima.

## Tonfas de luz (Shoto de guardia)
Una tonfa de luz es un sable de luz que proporciona una mejor defensa contra un oponente, su diseño base está inspirado en unas macanas policiales, ya que el plasma está en los codos. Maris Brood llevaba ese tipo de arma.

### Otras variantes de sables de luz
- Duales
- Sable Dragite
- Sable Electrum
- Sable Energus
- Cordis Custodis

### Sables de luz
| Tipo de Sable                 | Descripción |
| ----------------------------- | --- |
| Corazón del Guardián Yavin IV | Absorbe, almacena y aprovecha las características de otros cristales que el sable haya portado.                                                                |
| Coruscan Yavin Prime          | Hace la hoja del sable indestructible, muy buenos para destruir objetos metálicos, comúnmente utilizado para minería.                                          |
| Damind Daminia                | Hoja más larga y ancha. |
| Dragite M'haeli               | Daño sónico incisivo, muy ruidoso. |
| Firkrann Rafa V               | Daño eléctrico, muy bueno para droides y aparatos. |
| Kaibur Cicarpous V            | Dependiendo de tu afinidad a la fuerza, este puede curar o hacer más efectivos los rayos jedi o sith. Depende del usuario pero no puede tener ambas funciones. |
| Ruusan Mid Rim                | Muy incisivo, difícil de procesar para usar como cristal de sable.                                                                                             |
| Durindfire Tatooine           | Aumentan la concentración y afinidad a la fuerza. |
| Viridian Desconocido          | Color paila. |
| Dragite Korriban              | Puedes incrementar su daño al pasarle poder con la fuerza. |
| Texto de celda                | Potencia los cortes directos, provocando mayores daños al enemigo. Puede hacer más efectivas las curaciones con la fuerza.                                     |

## Técnicas de combate
Desde la fundación de la Orden Jedi se han perfeccionado siete formas de combate con espadas de luz. Cada una de ellas representa una filosofía distinta y tiene sus puntos fuertes particulares. Los Jedi pueden especializarse en una en concreto o conseguir un estilo de lucha propio con elementos de varias formas, aunque para ello se requiere una disciplina especial.
El sable de luz está provista de una célula de energía que puede durar cientos de años. Sin embargo, lo que genera la hoja de luz de la espada es un cristal. El color del cristal determinará el color de la hoja del sable; este puede ser: azul, amarillo, verde, púrpura, naranja, dorado, negro o rojo. En el caso de los cristales sintéticos, la hoja solo puede ser roja (los cristales sintéticos producen una hoja de luz más poderosa para los usuarios del lado oscuro de la fuerza) Los cristales específicos pueden ser hallados en cavernas como la del planeta Illum, que son mantenidos en secreto por los Jedi.

### Las posturas de apresto
Con una postura de apresto, el Jedi está listo para el combate. Hay muchas formas y la más conocida es la jedi listo: con el pie dominante atrás, la hoja se sostiene en posición de defensa en el costado dominante.
- Neutral defensiva: en esta postura los pies se colocan en paralelo y la espada de luz se sostiene erecta ante el cuerpo. Así se saca el máximo partido de la hoja para rechazar golpes o rayos y se aprovecha plenamente su impacto visual contra un oponente a modo de advertencia (el jedi busca siempre evitar todo conflicto.)
- Neutral agresiva: en esta postura, con los pies en paralelo, se sitúa la punta de la hoja lo más cerca posible del enemigo. Así se presenta un objetivo visual mínimo de cara al atacante.

### Las zonas corporales
Las posiciones de ataque y de defensa se describen en función de la zona del cuerpo a la que hacen referencia. Las zonas de ataque son las que uno ve y las zonas de defensa corresponden al propio cuerpo.
- Forma ideal: en la forma ideal, los ataques son golpes horizontales de lado y las defensas se realizan con la espada erguida, desviando la punta de la hoja del contrincante. En el ataque y la defensa de la cabeza, el atacante golpea hacia abajo y el defensor sostiene la hoja paralela al suelo
- Las velocidades: para desarrollar unos reflejos rápidos como un rayo y un control férreo, los jedi se enfrentan en simulacros llamados velocidades. La décima secuencia de velocidad es una serie de ataques y defensas que va repitiéndose cambiando los papeles y cada vez a mayor velocidad hasta que uno de los jedi es derribado o abandona.

### Las bases
Durante la formación de los jedi repiten las velocidades de la espada de luz una y otra vez para mejorar su dominio y su resistencia. A partir de esas bases, pueden ir más allá de lo físicamente posible dejando que La Fuerza fluya en su interior. Los aprendices padawan practican para las pruebas iniciáticas mediante dulon, que son secuencias de movimientos en solitario en las que el contrincante es imaginario. Las pautas de las velocidades y de los dulon preparan a los jedi para el combate real.
- La forma de combate real: en contraste con la forma ideal, en el combate real la posición de la hoja en el ataque suele ser descendente para reducir al mínimo el movimiento corporal y aumentar la rapidez. Tener presente la distinción ideal entre las posiciones de ataque y defensa permite mejorar la precisión. En el combate avanzado, la Fuerza es más importante que la destreza. Los combatientes utilizan el poder de la Fuerza en el ataque y en la defensa, mientas que los sith intentan romper la fortaleza interior de los jedi.
- Kai-kan: los maestros de las espadas han estudiado los grandes duelos de la historia. Los kai-kan son peligrosas reconstrucciones de esos enfrentamientos que solo pueden emprender los jedi bien preparados.
- Leivodaq: se pensaba que no existía pero solo un jedi lo ha utilizado, Gon-Nog-Arr quien fue entrenado durante 900 años. Antes de morir, con esa fase de pelea, pudo volver a ser joven, derrotó al Hombre de Metal, un antiguo sith, y después de esto se volvió del lado oscuro, convirtiéndose en un maestro. Nadie lo ha derrotado jamás y recientemente uno de los jedi le cercenó del codo derecho para abajo.

### Los pasos de losjedi
- Jung: giro de 180 grados.
- Jung ma: vuelta de 360 grados para atacar.
- Sai: salto con la ayuda de La Fuerza para evitar un ataque.
- Shun: vuelta de 360 grados de la espada de luz, empuñada con una sola mano, para ganar velocidad para un ataque.
- Shun win: vuelta de 360 grados con giro en el aire y lanzando la espada con fuerza (solo para jedis con espada doble).

## Sables de luz fuera de Star Wars
- En octubre de 2013, se anunció que científicos del Instituto Tecnológico de Massachusetts de Harvard habían conseguido que dos fotones interactuasen entre sí, lo que teóricamente podría utilizarse para crear un sable de luz real.[7][8]
- En noviembre de 2015, la boyband surcoreana EXO, usó los sables de luz para la canción titulada Lightsaber, en versión original coreana, versión china y versión japonesa, en su video musical que lo utilizan los integrantes Baekhyun, Kai y Sehun.